# Моровеците
Моровèците е село в Северна България, община Габрово, област Габрово.

## География
Село Моровеците се намира на около 8 km югозападно от центъра на град Габрово и около 2 km северозападно от стената на язовир Христо Смирненски, изграден на река Паничарка – ляв приток на река Янтра. Разположено в плитка седловина на билото на югоизточната част на Черновръшкия рид. Надморската височина на селото варира в приблизителния интервал 840 – 870 m. До Моровеците води черен път, излизащ на юг от село Мечковица.

## История
През 1995 г. дотогавашното населено място колиби Моровеците придобива статута на село.

## Население
Населението на село Моровеците наброява 51 души при преброяването към 1934 г., постепенно намалява и от 1975 г. до 2019 г. селото няма постоянно живеещо население.